# Danaus dorippus
Danaus dorippus is een vlinder uit de familie Nymphalidae, onderfamilie Danainae. Het taxon is lange tijd als een ondersoort van Danaus chrysippus beschouwd. Tot op heden is onduidelijk of het Danaus dorippus of Danaus chrysippus dorippus moet zijn.

## Naam en taxonomie
De naam Danaus dorippus is, als Euploea dorippus, voor het eerst gepubliceerd door Klug in 1845. Danaus dorippus is vervolgens lang beschouwd als een ondersoort van Danaus chrysippus, een soort met een groot verspreidingsgebied. In een revisie van het geslacht Danaus, door Smith et al. (2005), gebaseerd op moleculaire data, kwam dit taxon juist als een basale clade naar voren, op grond waarvan de onderzoekers concludeerden dat een status als soort voor dit taxon gerechtvaardigd is. 
Vijf jaar later komen Smith et al. terug op deze wijziging, zich daarbij baserend op Mitochondriaal DNA-gebaseerde fylogenieën en wordt aangegeven dat dorippus weer als ondersoort van Danaus chrysippus moet worden beschouwd. Latere onderzoeksrapporten ondersteunen de zienswijze om dorippus als ondersoort van Danaus chrysippus te beschouwen echter niet.

## Beschrijving
Danaus dorippus lijkt op Danaus chrysippus maar mist de zwarte driehoek met witte vlekken aan het eind van de voorvleugels, die veel andere Danaus-soorten wél hebben.

## Verspreiding
Danaus dorippus komt voor in het zuiden van het Arabisch Schiereiland en in Oost-Afrika.